# 佐々木典子
佐々木 典子（ささき のりこ、1958年 - ）は、日本のソプラノ歌手である。熊本県出身。

## 経歴
- 1958年 大分県に生まれる。
- 1981年 武蔵野音楽大学声楽科卒業。
- 1983年 ザルツブルク・モーツァルテウム大学オペラ科首席卒業。
- 1984年 ウィーン国立歌劇場オペラスタジオ（1986年まで）。
- 1986年 ウィーン国立歌劇場専属歌手（1991年まで）。
- 1994年 武蔵野音楽大学音楽学部非常勤講師（2000年まで）。
- 1995年 くらしき作陽大学音楽学部非常勤講師（2001年まで）。
- 2000年 武蔵野音楽大学音楽学部常勤講師（2004年まで）。
- 2001年 東京芸術大学音楽学部非常勤講師（2004年まで）。
- 2004年 東京芸術大学音楽学部助教授（2007年4月からは准教授）、武蔵野音楽大学音楽学部非常勤講師。
- 2012年 東京芸術大学音楽学部教授（現職）。その他、東京二期会、声楽会員「二期会」幹事、東京オペラ・プロデュース・メンバーを務める。

## 演奏活動

### 主要出演作品
オペラ
- リヒャルト・シュトラウス《バラの騎士》元帥夫人、《カプリッチョ》伯爵令嬢、《ダフネ》
- ヴォルフガング・アマデウス・モーツァルト《フィガロの結婚》伯爵夫人、スザンナ、ケルビーノ、《魔笛》パミーナ、ダーメＩ、《ドン・ジョヴァンニ》ツェルリーナ、ドンナ・アンナ、ドンナ・エルヴィラ、《コジ・ファン・トゥッテ》フィオルディリージ
- リヒャルト・ワーグナー《ニュルンベルクのマイスタージンガー》エヴァ、
- ジュール・マスネ《ウェルテル》ゾフィー
- シャルル・グノー《ファウスト》ジーベル
- ジュゼッペ・ヴェルディ《椿姫》ヴィオレッタ
- ジャコモ・プッチーニ《ジャンニ・スキッキ》ラウレッタ
- ジョアッキーノ・ロッシーニ《アルジェのイタリア女》エルヴィラ
- アントニン・ドヴォルザーク《ルサルカ》妖精Ｉ
- ヨハン・シュトラウス2世《こうもり》ロザリンデ
- フランツ・レハール《メリー・ウィドウ》ハンナ
- クリストフ・ヴィリバルト・グルック《オルフェオとエウリディーチェ》
- ロベルト・シューマン《ゲノヴェーヴァ》
- 《鳴神》雲の絶間の姫　他

宗教曲、オーケストラ作品のソプラノ・ソロ
- 《戴冠ミサ、ハ短調ミサ、他ミサ曲多数（モーツァルト）》、《レクイエム（モーツァルト、ヴェルディ）
- ゲオルク・フリードリヒ・ヘンデル《メサイア》、《ユダス・マカベウス》
- ヨハン・ゼバスティアン・バッハ《マタイ受難曲》、《ヨハネ受難曲》、《ロ短調ミサ》、ルートヴィヒ・ヴァン・ベートーヴェン《ミサ・ソレムニス》、《交響曲第9番》
- 《スタバト・マーテル（ペルゴレージ、ロッシーニ、ドヴォルザーク）》
- アルテュール・オネゲル《火刑台上のジャンヌ・ダルク》
- フランツ・シュミット《7つの封印の書》
- リヒャルト・シュトラウス《四つの最後の歌》
- グスタフ・マーラー《交響曲第4番》
- フランツ・ヨーゼフ・ハイドン《天地創造》、《四季》　他

### 主要共演団体ほか
- 主要共演団体:ウィーン国立歌劇場、ウィーン・フォルクスオーパー、グラーツ歌劇場、ハンブルク国立歌劇場、二期会、日本オペレッタ協会、ウィーン・フィルハーモニー管弦楽団、ベルリン・フィルハーモニー管弦楽団、ウィーン交響楽団、ウィーン・トーンキュンストラー管弦楽団、ウィーン放送交響楽団、東京都交響楽団、東京交響楽団、東京フィルハーモニー交響楽団、新日本フィルハーモニー交響楽団、他
- 主要指揮者:ホルスト・シュタイン、ゲオルク・ショルティ、クラウディオ・アッバード、ジェームズ・レヴァイン、ジュゼッペ・シノーポリ、ヴァーツラフ・ノイマン、ムスティスラフ・ロストロポーヴィチ、ウラディーミル・アシュケナージ、ミシェル・プラッソン、チャールズ・マッケラス、ハインリヒ・ホルライザー、岩城宏之、若杉弘、秋山和慶、堤俊作、井崎正浩
- 演出家　市川團十郎、宮本亜門、寺崎裕則、実相寺昭雄、O.シェンク、J.P.ポネル、H.クプファー、G.フリードリッヒ、G.クレーマー他
- 主要音楽祭:ウィーン週間、ザルツブルク夏期フェスティバル、ザルツブルク復活祭フェスティバル　他

## 受賞
- 1990年 熊本市女性賞受賞
- 2000年 ホテルオークラ音楽賞受賞

## 教育活動
- 学部・大学院・別科における声楽実技指導、博士学位審査

## 社会活動
- 飯塚新人音楽コンクール声楽部門審査員

## テレビ出演
- 第53回NHKニューイヤーオペラコンサート2010

## ディスコグラフィ
- R.シュトラウス歌曲集：「至福のうた」 / 佐々木典子、山田武彦